# کوتین‌کادووا
کوتین‌کادووا (به لاتین: Kotinkaduwa) یک منطقهٔ مسکونی در سری‌لانکا است که در استان مرکزی (سری‌لانکا) واقع شده‌است.